# Olev Olesk
Olev Olesk (* 4. März 1921 in Sooküla bei Põlva, Estland; † 18. Mai 2017 in New York City) war ein estnischer Politiker und von 1990 bis 1992 Außenminister der estnischen Exilregierung.

## Leben

### Estland
Olev Olesk wurde als Sohn des Landwirts und Kommunalpolitikers Johannes Olesk in Sooküla bei Põlva, heute Gemeinde Lasva, Kreis Võru, Estland, geboren. Olev besuchte die Grundschule in Põlva und das Progymnasium in Tartu. Er schloss 1941 zunächst das Lehrerseminar in Tartu ab, bevor er von 1942 bis 1944 Rechtswissenschaft an der Universität Tartu studierte. Im September 1944 floh er über die Ostsee vor der Roten Armee und der sowjetischen Besetzung Estlands nach Schweden.

### Schweden
Von 1945 bis 1951 war Olev Olesk Lehrer an der estnischen Grundschule in Stockholm, die er mit begründete. Danach widmete er sich dem Bankgewerbe. Von 1951 bis 1956 arbeitete er bei Svenska Handelsbanken, bevor er nach New York City übersiedelte.
Von 1956 bis 1968 war Olesk bei der Irving Trust, Company (ITC) beschäftigt, von 1968 bis 1973 war er Angestellter bei The Bank of Tokyo Ltd. und von 1973 bis zu seinem Ruhestand 1992 bei der Algemene Bank Nederland N.V. (ABN).

### Politik
Schon 1951 schloss sich Olev Olesk in Schweden der estnischen Exilbewegung an. Olesk war daneben Mitglied der schwedischen Liberalen Volkspartei. Die Aufklärung des Westens über die sowjetischen Verbrechen war eines seiner Hauptanliegen.
Im März 1986 wurde Olev Olesk Minister ohne Geschäftsbereich in der estnischen Exilregierung. Vom 20. Juni 1990 bis zum 7. Oktober 1992 war er Außenminister der estnischen Exilregierung. Danach übergab er seine Amtsgeschäfte dem ersten freigewählten Außenminister Estlands nach dem Zweiten Weltkrieg, Lennart Meri.